# Lacajunte
Lacajunte ist eine französische Gemeinde mit 148 Einwohnern (Stand 1. Januar 2022) im Département Landes in der Region Nouvelle-Aquitaine (vor 2016: Aquitanien). Sie gehört zum Arrondissement Mont-de-Marsan und zum Kanton Chalosse Tursan.
Der Name leitet sich von den gascognischen Wörtern junta (deutsch Verbindung) und cau (deutsch Schlucht) ab. In diesem Sinne weist die Namensgebung auf eine Lage in einem Tal hin, das von zwei Anhöhen umschlossen ist.
Die Einwohner werden Lacajuntois und Lacajuntoises genannt.

## Geographie
Lacajunte liegt ca. 35 Kilometer südlich von Mont-de-Marsan in der Landschaft Chalosse und im Weinbaugebiet Tursan in der historischen Provinz Gascogne an der Grenze zum Département Pyrénées-Atlantiques.
Umgeben wird Lacajunte von den Nachbargemeinden:
| Arboucave                          |                                             | Puyol-Cazalet |
|                                    | Kompassrose, die auf Nachbargemeinden zeigt | Pimbo         |
| Malaussanne (Pyrénées-Atlantiques) | Philondenx                                  |               |

Lacajunte liegt im Einzugsgebiet des Flusses Adour.
Der Gabas, einer seiner Nebenflüsse, markiert die nordwestliche Grenze zu den Nachbargemeinden. Der Louts, ein weiterer Nebenfluss des Adour, markiert die südwestliche Grenze zu den Nachbargemeinden.

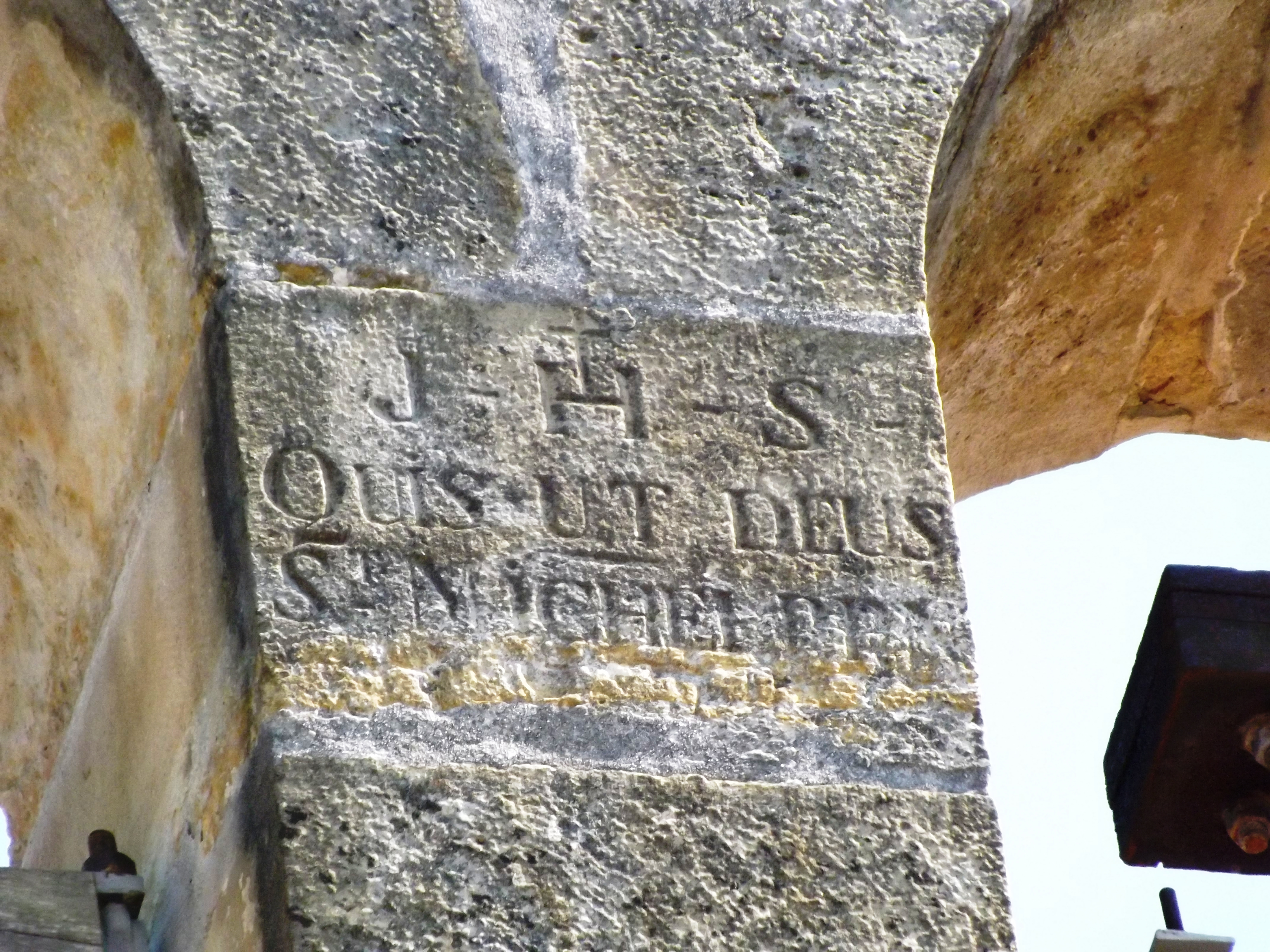
Inschrift an der Pfarrkirche Saint-Michel

## Geschichte
Die archäologischen Ausgrabungen, die zu Beginn des 20. Jahrhunderts auf dem Gebiet der Gemeinde durchgeführt wurden, brachten zahlreiche Hügelgräber zutage, die die Existenz einer bedeutenden Siedlung in der Urgeschichte belegen. Grabstätten aus der Eisenzeit wurden ebenfalls gefunden.

### Wappen
Das Wappen der Gemeinde ist das der Familie Abbadie de Maslacq. Der am Baum angebundene Windhund auf goldenem Hintergrund bedeutet, dass das Gebiet ein exzellentes Jagdgebiet ist. Der obige blaue Abschnitt weist darauf hin, dass die Familie königliche Wurzeln besitzt. Die beiden Sterne und der Halbmond zeigen an, dass die Familie dem Ordre royal et militaire de Saint-Louis angehört und an allen Kreuzzügen nach Jerusalem beteiligt war.

### Einwohnerentwicklung
Nach Beginn der Aufzeichnungen stieg die Einwohnerzahl bis zur Mitte des 19. Jahrhunderts auf Höchststände von rund 340. In der Folgezeit sank die Größe der Gemeinde bei Erholungsphasen insbesondere in den 1960er Jahren bis zur Jahrtausendwende auf rund 130 Einwohner, bevor eine moderate Wachstumsphase einsetzte.
| Jahr      | 1962 | 1968 | 1975 | 1982 | 1990 | 1999 | 2006 | 2010 | 2022 |
| --------- | ---- | ---- | ---- | ---- | ---- | ---- | ---- | ---- | ---- |
| Einwohner | 193  | 196  | 170  | 152  | 160  | 136  | 132  | 134  | 148  |

## Sehenswürdigkeiten

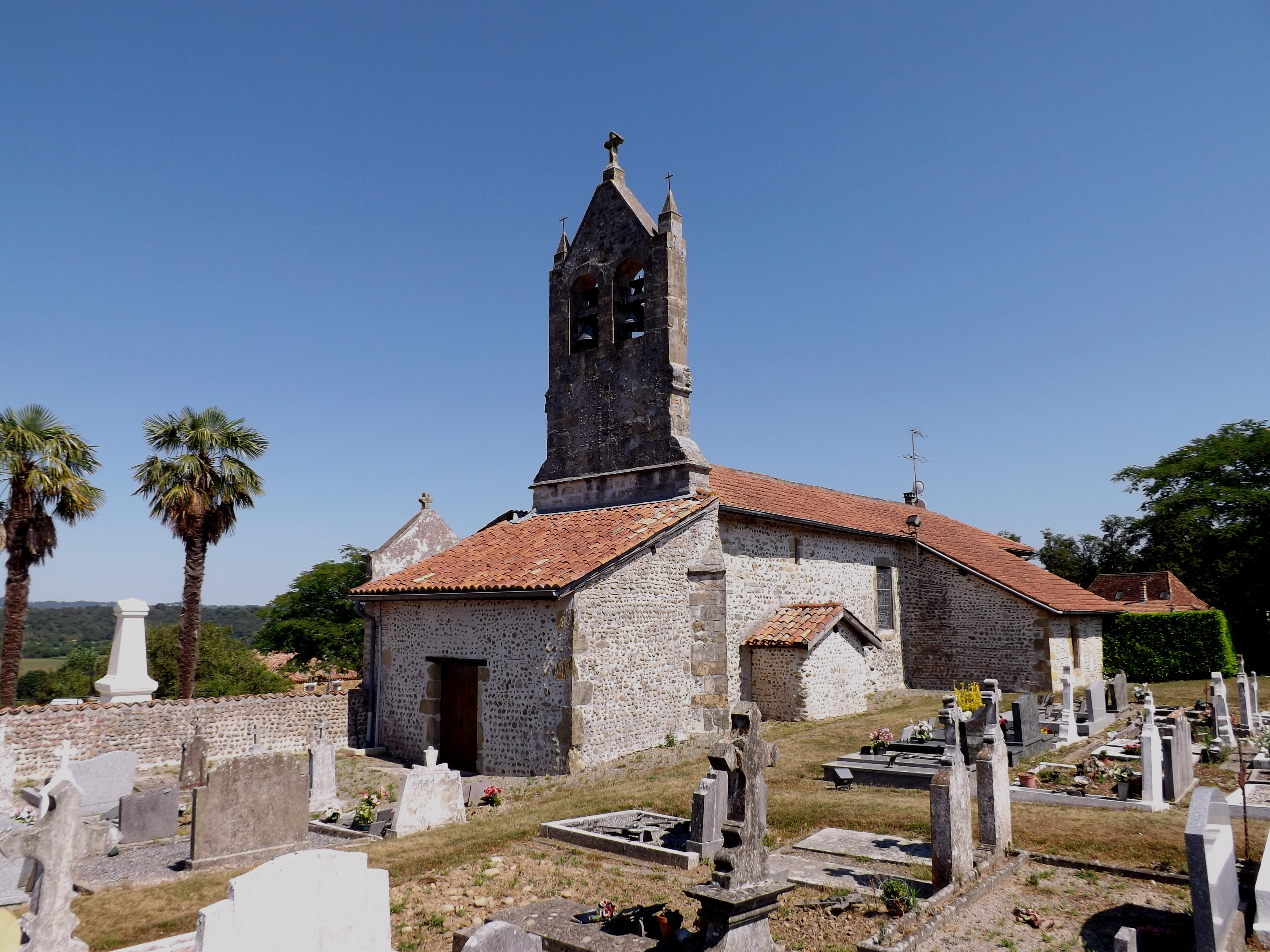
Pfarrkirche Saint-Michel

### PfarrkircheSaint-Michel
Die romanische Kirche ist im Laufe des 19. Jahrhunderts restauriert worden. Während der Französischen Revolution ergriffen Revolutionäre Besitz von den Kirchengütern und zerstörten einen Teil der Kirche. Sie besitzt ein Langhaus mit zwei Kirchenschiffen, das mit einer flach abgeschlossenen Apsis verlängert wird. Im Westen ist ein rechteckiger Vorraum angebaut, aus dem sich ein dreieckiger Glockengiebel mit zwei Aussparungen für die Glocken erhebt.

## Wirtschaft und Infrastruktur
Die Landwirtschaft ist der wichtigste Wirtschaftsfaktor der Gemeinde.

### Verkehr
Lacajunte ist erreichbar über die Routes départementales 449 und 944 (ehemalige Route nationale 644).